# Jean-Pierre Duret
 (avril 2020).
Si vous disposez d'ouvrages ou d'articles de référence ou si vous connaissez des sites web de qualité traitant du thème abordé ici, merci de compléter l'article en donnant les références utiles à sa vérifiabilité et en les liant à la section « Notes et références ».
Jean-Pierre Duret, né le 20 août 1953 en Savoie, est un ingénieur du son, réalisateur et documentariste français.

## Biographie
Après des études d'animateur socio-culturel, et un passage chez Peugeot comme ouvrier spécialisé, c'est la rencontre décisive d'Armand Gatti qui le plonge dans le monde du théâtre, puis du cinéma.
D'abord assistant son, puis ingénieur son dès la fin des années 1980, il travaille notamment pour Andrzej Żuławski, Jacques Doillon, Maurice Pialat, les frères Dardenne, Straub et Huillet.
Il tourne son premier film en 1986, Un beau jardin, par exemple, consacré à ses parents paysans savoyards, et en 1990 sa première fiction, Les jours de la lune.
Avec Andrea Santana, il réalise plusieurs films au Brésil : Romances de terre et d'eau, Le Rêve de São Paulo et Puisque nous sommes nés, Rio de viozes — Les voix du fleuve. 
Il signe par ailleurs, également avec Andrea Santana, en 2013, Se battre, un documentaire sur la grande pauvreté en France, sorti en 2014.

## Filmographie

### Ingénieur du son
- 1985 : La Tentation d'Isabelle de Jacques Doillon
- 1988 : Peaux de vaches de Patricia Mazuy
- 1988 : Mes nuits sont plus belles que vos jours de Andrzej Zulawski
- 1989 : Pleure pas my love de Tony Gatlif
- 1989 : Radio Corbeau de Yves Boisset
- 1990 : Docteur Petiot de Christian de Chalonge
- 1990 : La Vengeance d'une femme de Jacques Doillon
- 1990 : Un week-end sur deux de Nicole Garcia
- 1991 : Jacquot de Nantes d'Agnès Varda
- 1991 : Le Ciel de Paris de Michel Béna
- 1991 : Van Gogh de Maurice Pialat
- 1992 : Je pense à vous de Jean-Pierre et Luc Dardenne
- 1992 : Sam suffit de Virginie Thévenet
- 1992 : Terra Fria d'António Campos
- 1992 : La Fille de l'air de Maroun Bagdadi
- 1993 : Moi Ivan, toi Abraham de Yolande Zauberman
- 1993 : Un homme à la mer (téléfilm) de Jacques Doillon
- 1994 : Le Joueur de violon de Charles Van Damme
- 1994 : Du fond du cœur de Jacques Doillon
- 1995 : Les Cent et Une Nuits de Simon Cinéma d'Agnès Varda
- 1995 : Sale Gosse de Claude Mouriéras
- 1995 : Le Garçu de Maurice Pialat
- 1996 : Un héros très discret de Jacques Audiard
- 1996 : La Promesse de Jean-Pierre et Luc Dardenne
- 1997 : Clubbed to Death (Lola) de Yolande Zauberman
- 1997 : Violetta, la reine de la moto de Guy Jacques
- 1997 : Vive la République ! de Eric Rochant
- 1997 : Le Gone du Chaâba de Christophe Ruggia
- 1998 : Dis-moi que je rêve de Claude Mouriéras
- 1998 : Place Vendôme de Nicole Garcia
- 1999 : Petits frères de Jacques Doillon
- 1999 : Rosetta de Jean-Pierre et Luc Dardenne
- 1999 : Sicilia ! de Jean-Marie Straub et Danièle Huillet
- 1999 : La Bûche de Danièle Thompson
- 2000 : Le Goût des autres de Agnès Jaoui
- 2000 : Tout va bien, on s'en va de Claude Mouriéras
- 2000 : Merci pour le chocolat de Claude Chabrol
- 2000 : Les blessures assassines de Jean-Pierre Denis
- 2001 : Belphégor - Le fantôme du Louvre de Jean-Paul Salomé
- 2001 : Carrément à l'ouest de Jacques Doillon
- 2001 : C'est la vie de Jean-Pierre Améris
- 2001 : Il viadante (Le vagabond) court-métrage de Jean-Marie Straub et Danièle Huillet
- 2001 : L'arrotino (Le rémouleur) court-métrage de Jean-Marie Straub et Danièle Huillet
- 2001 : Ouvriers, paysans (Operai, contadini) de Jean-Marie Straub et Danièle Huillet
- 2002 : L'Adversaire de Nicole Garcia
- 2002 : Le Fils de Jean-Pierre et Luc Dardenne
- 2002 : Zemsta de Andrzej Wajda
- 2003 : Le Retour du fils prodigue - Les humiliés (Umiliati che niente di fatto o toccato da loro, di uscito dalle mani loro, risultasse esente dal diritto di qualche estraneo (Operai, contadini - seguito e fine) ) de Jean-Marie Straub et Danièle Huillet
- 2003 : A la petite semaine de Sam Karmann
- 2003 : Adieu de Arnaud des Pallières
- 2004 : Feux rouges de Cédric Kahn
- 2004 : Une visite au Louvre de Jean-Marie Straub et Danièle Huillet
- 2004 : Comme une image de Agnès Jaoui
- 2004 : 5×2 de François Ozon
- 2005 : L'enfant de Jean-Pierre et Luc Dardenne
- 2006 : La Californie de Jacques Fieschi
- 2006 : Selon Charlie de Nicole Garcia
- 2006 : Le Pressentiment de Jean-Pierre Darroussin
- 2006 : Ces rencontres avec eux (Quei loro incontri) de Jean-Marie Straub et Danièle Huillet
- 2008 : Le Genou d'Artémide (Il ginocchio di Artemide) de Jean-Marie Straub
- 2008 : Itinéraire de Jean Bricard de Jean-Marie Straub et Danièle Huillet
- 2008 : Le Silence de Lorna de Jean-Pierre et Luc Dardenne
- 2008 : Parlez-moi de la pluie de Agnès Jaoui
- 2009 : Parc de Arnaud des Pallières
- 2009 : Le code a changé de Danièle Thompson
- 2009 : Le Hérisson de Mona Achache
- 2010 : Un balcon sur la mer de Nicole Garcia
- 2011 : L'Apollonide - Souvenirs de la maison close de Bertrand Bonello
- 2013 : Michael Kohlhaas d'Arnaud des Pallières
- 2018 : Un peuple et son roi de Pierre Schoeller
- 2020 : Un petit fils de Xavier Beauvois
- 2022 : La Grande Magie de Noémie Lvovsky
- 2023 : La Fiancée du poète de Yolande Moreau
- 2024 : La Vallée des fous de Xavier Beauvois
- 2024 : Niki de Céline Sallette

### Réalisateur
- 1986 : Un beau jardin, par exemple
- 1990 : Les Jours de la lune

Avec Andrea Santana :
- 2001 : Romances de terre et d'eau
- 2004 : Le Rêve de São Paulo
- 2008 : Puisque nous sommes nés (No Meio do Mundo)
- 2014 : Se battre
- 2022 : Les Voix du fleuve (pt) (Rio de Vozes)

## Distinctions

### Récompense
- César 2014 : Meilleur son pour Michael Kohlhaas

### Nominations
- Césars 2012 : nomination au César du meilleur son pour L'Apollonide - Souvenirs de la maison close